# Synophropsis lauri
Synophropsis lauri är en insektsart som beskrevs av Géza Horváth 1897. Synophropsis lauri ingår i släktet Synophropsis och familjen dvärgstritar. Inga underarter finns listade i Catalogue of Life.